# Linda Sarsour
Linda Sarsour (ur. 1980 w Nowym Jorku) – amerykańska działaczka polityczna i na rzecz praw człowieka, w latach 2005–2017 przewodnicząca stowarzyszenia Arab American Association of New York.

## Życiorys
Urodziła się i dorastała w Nowym Jorku, w dzielnicy Brooklyn, w części zamieszkanej głównie przez osoby pochodzenia semickiego. Jej rodzice pochodzą z =Ramallah na terenie Zachodniego Brzegu, ale przeprowadzili się do Ameryki pod koniec lat siedemdziesiątych. Sarsour była najstarszą z siedmiorga rodzeństwa. Jej ojciec prowadził osiedlowy sklep, który nazwał imieniem i nazwiskiem swojej córki – Linda’s Sarsour.
W latach 90. uczęszczała do John Jay High School, którą wkrótce zamknięto. Sarsour przeniesiono do Midwood, szkoły dla utalentowanych uczniów, położonej daleko od domu rodzinnego. W czasie nauki w liceum (w wieku 17 lat) wyszła za mąż. Planowała być nauczycielką i wieść życie jako matka wielodzietnej rodziny.
W 2001 przyjaciółka rodziny, Basemah Atweh, namówiła Lindę (wówczas matkę dwójki dzieci) do wstąpienia w szeregi organizacji przez nią założonej, Arab American Association of New York (AAANY). Była to organizacja zrzeszająca osoby arabskiego pochodzenia w USA, jednak w odróżnieniu od innych tego typu organizacji, jej liderem była kobieta, rozwódka wychowująca samotnie dziecko i nie nosząca hidżabu. W 2005 Sarsour prowadziła samochód, którym grupa wolontariuszy z AAANY (w tym także Atweh) wracała z eventu w Michigan. Doszło wtedy do wypadku, na skutek którego Atweh zmarła. 25-letnia Sarsour została liderem stowarzyszenia. Na skutek jej działań, roczny budżet AAANY wzrósł z 50 000 $ do 700 000 $.
Jako liderka ruchu Arabów w Nowym Jorku, naciskała na nowojorską policję, by ta ograniczyła program szpiegowania muzułmanów. Brała udział w pracach nad projektem rozporządzenia, które umożliwiałoby zamykanie publicznych szkół na czas świąt Eid al-Fitr i Eid al-Adha (najważniejszych świąt dla wyznawców islamu). Działała także w obszarze takich dziedzin, jak: polityka imigracyjna czy islamofobia w USA. Jest oceniana jako jedna z najważniejszych rzeczniczek społeczności arabskiej w USA. Jest zaangażowana także w ruch Black Lives Matter. Brała udział w organizacji marszu z Nowego Jorku do Waszyngtonu, upamiętniającego Erica Garnera, Akaia Gurleya i innych czarnoskórych Amerykanów zabitych podczas działań policji. Zebrała także 100 000 $ w celu pomocy w odbudowie kościołów, które zostały podpalone w Charleston.

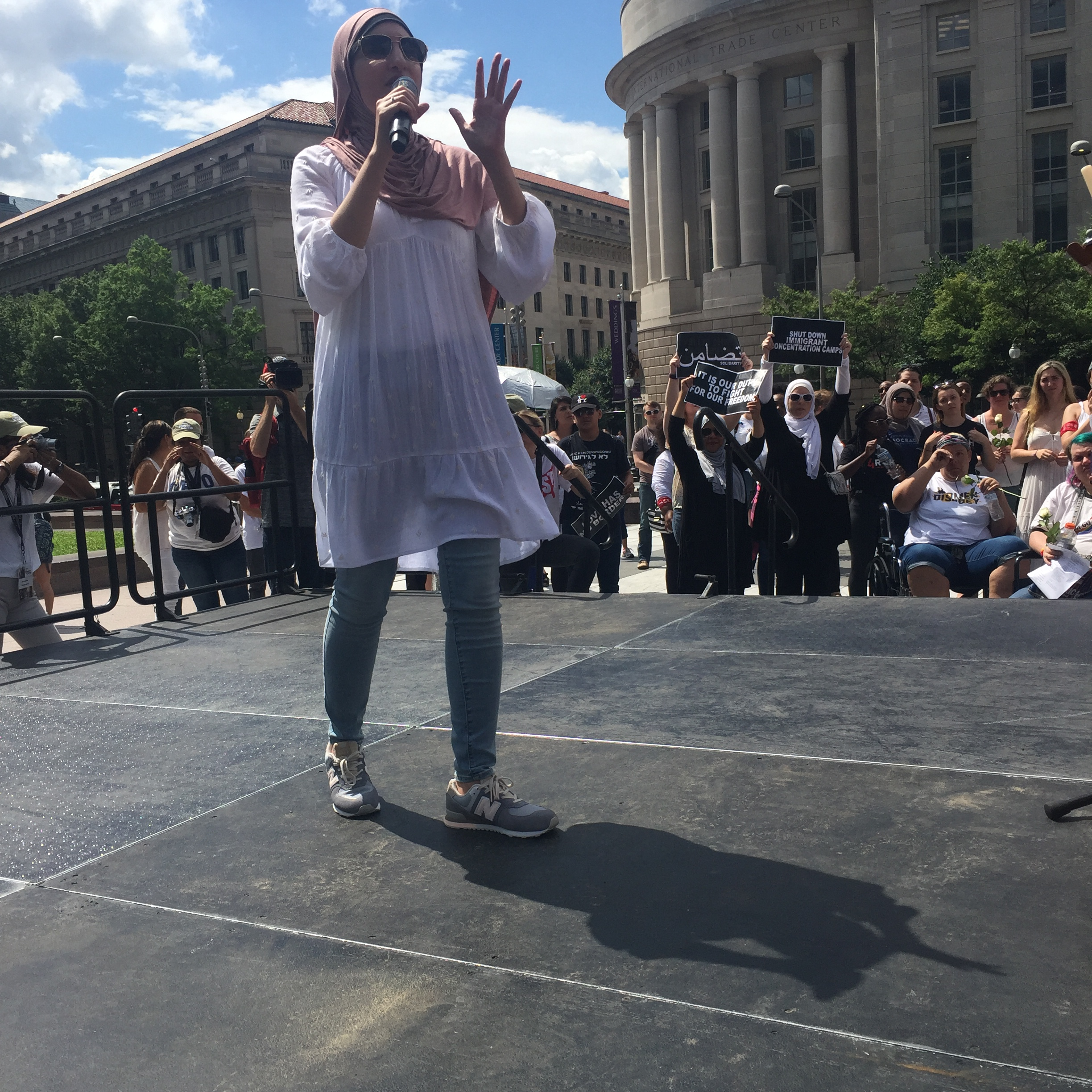
Linda Sarsour (2018) podczas protestu przeciwko polityce zero tolerancji Donalda Trumpa.

W 2017 była jedną z organizatorów Day Without a Woman, protestu przeciwko polityce USA wobec kobiet. W tym roku zrezygnowała także z przewodniczenia AAANY, ponieważ stwierdziła, że z powodu napiętej sytuacji w kraju związanej z objęciem urzędu prezydenta przez Donalda Trumpa, jej działania są potrzebne w wymiarze krajowym, nie tylko dotyczącym jednego miasta.

## Życie prywatne
Jest matką trójki dzieci – chłopca, Tamira (ur. 1999) i dwu córek – Sabreen (ur. 2001) i Sajidy (ur. 2004).